# Barranc de Monteguida

El Barranc de Monteguida, respecte del terme d'Abella de la Conca

El Barranc de Monteguida és un barranc del municipi d'Abella de la Conca, a la comarca del Pallars Jussà.
Es forma al sud de la Roca de Monteguida i al nord-oest de la Roca de l'Espluga de Ninou, des d'on davalla cap al sud-oest, fins que es troba amb el barranc de Gassó, moment en què es forma el barranc de la Viella.
A la seva dreta queda el territori de Monteguida, amb la cavitat natural de l'Espluga de l'Oliva en el coster que constitueix el territori de Monteguida. Pertany a la partida d'Ordins.

## Etimologia
El barranc pren el nom del territori on es troba: Monteguida.